# La diosa impura
La diosa impura es una película filmada en colores coproducción mexicana-argentina dirigida por Armando Bó según su propio guion escrito en colaboración con Alfredo Ruanova sobre el argumento de este, que se estrenó el 20 de agosto de 1963 y que tuvo como protagonistas a Isabel Sarli, Julio Alemán, Mario Lozano, Víctor Junco y Armando Bó. Adelco Lanza tuvo a su cargo la coreografía. Fue filmada en Argentina y en México.

## Sinopsis
Laura, la mujer de un delincuente implicado en un robo, vuela de Argentina a México, donde recibe la protección de un pintor. Conoce al hermano de este y se enamora de él, pero el ladrón llega desde Buenos Aires.

## Reparto
- Isabel Sarli …Laura
- Julio Alemán …Julio Molina Vargas
- Mario Lozano …Martín
- Víctor Junco …Pedro Molina Vargas
- Armando Bó …Reynoso
- Mario Casado …Cómplice de Martín
- Grecy Gaguine
- Miguel Gómez Checa
- Armando Velazco …
- José Pardabé …
- Aliza Kashi …Cantante
- Edmundo Rivero
- Roberto Grela
- Domingo Federico
- Enrique Mario Francini
- Armando Pontier

## Comentarios
La nota de La Prensa firmada como M.L. decía:

”Ya aparecerá Pedro, un extraño pintor azteca que lleva a Isabel a su casa para utilizarla –entre otras cosas- como modelo y la hará posar totalmente desnuda en u diván, mientras el azteca para inspirarse, toma whisky y come hongos alucinógenos como si fueran pastillas de menta.”

Manrupe y Portela escriben:

”De lo más divertido y exótico de Bo.”